# Erich Möller
Erich Möller (Hannover, Baixa Saxònia, 3 de maig de 1905 - Bad Harzburg, 24 de maig de 1964) va ser un ciclista alemany que fou professional entre 1925 i 1937. Es va especialitzar en el ciclisme en pista, concretament en el mig fons, on va guanyar tres medalles, una d'elles d'or, als Campionats del món.

## Palmarès en ruta
- 1923
  - 1r a la Rund um Berlin amateur
- 1924
  -  Campió d'Alemanya amateur en ruta

## Palmarès en pista
- 1928
  -  Campió d'Alemanya en Mig Fons
- 1930
  -  Campió d'Alemanya en Mig Fons
- 1932
  -  Campió d'Alemanya en Mig Fons